# Бажамон
Бажамон (фр. Bajamont) насеље је и општина у југозападној Француској у региону Аквитанија, у департману Лот и Гарона која припада префектури Ажан.
По подацима из 2011. године у општини је живело 943 становника, а густина насељености је износила 77,3 становника/km². Општина се простире на површини од 12,2 km². Налази се на средњој надморској висини од 63 метара (максималној 211 m, а минималној 64 m).

## Демографија
| 1962. | 1968. | 1975. | 1982. | 1990. | 1999. | 2011. |
| ----- | ----- | ----- | ----- | ----- | ----- | ----- |
| 336   | 362   | 455   | 607   | 857   | 931   | 943   |

График промене броја становника у току последњих година